# Sintana (crater)
Sintana este un crater mare din emisfera sudică a planetei pitice Ceres, situat la 44,21° S, 76,4° E. Are un diametru de 58 km. Craterul este numit după zeitatea poporului Kogi din nordul Columbiei care a produs pământ negru fertil. A fost numit oficial de către IAU pe 3 iulie 2015. După el a fost numit Quadrunghiul Sintana. 

Sintana este un crater relativ degradat. O mare parte din podeaua sudică a craterului este acoperită cu terase concentrice care înconjoară vârful său central mare. Aceste terase sunt rezultatul proceselor de eroziune, cum ar fi alunecările de teren, care au loc probabil în etapa finală a formării craterului de impact, pe măsură ce cavitatea se prăbușește din cauza gravitației. Sintana este înconjurată de o pătură de resturi foarte degradată, din care cea mai mare parte se află la est de crater.:159-161

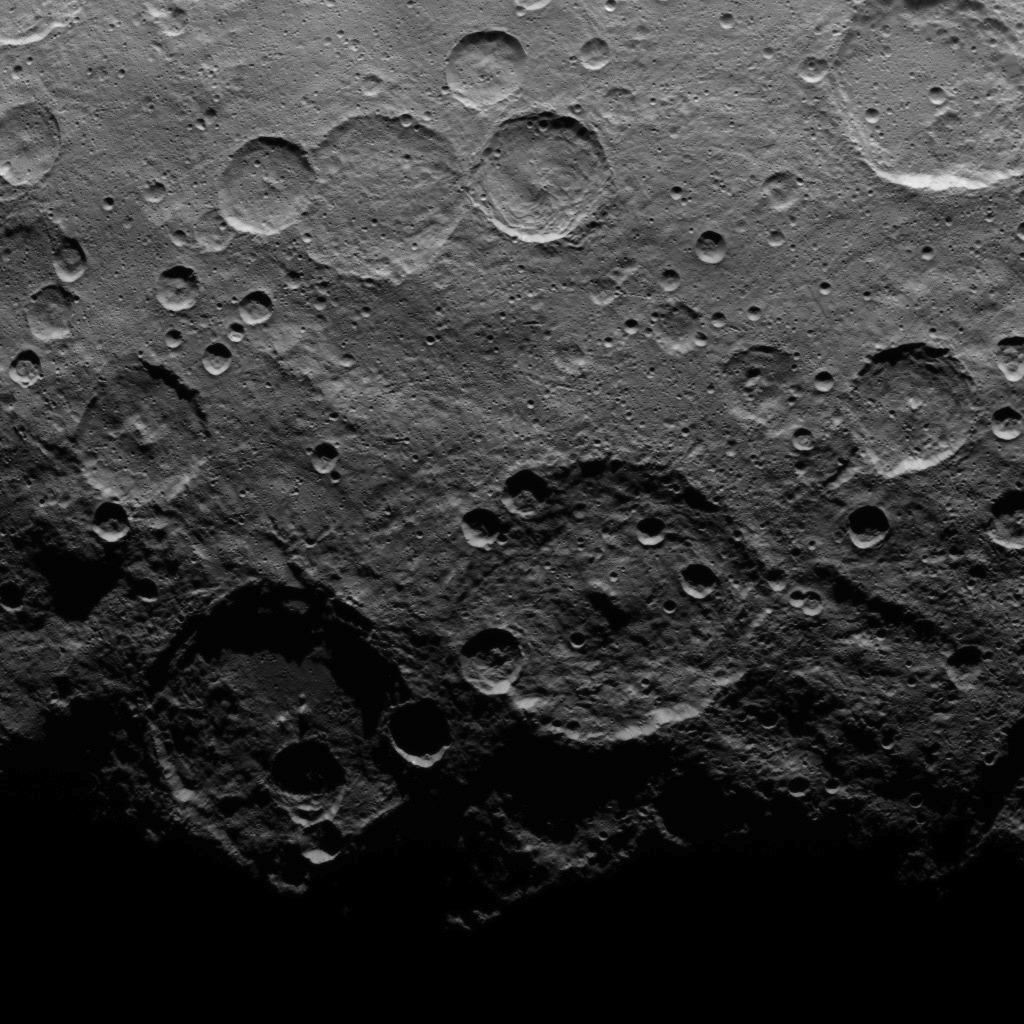
Context - craterul Sintana (sus)